# Cremenaga
Cremenaga – miejscowość i gmina we Włoszech, w regionie Lombardia, w prowincji Varese.
Według danych na rok 2004 gminę zamieszkiwało 779 osób, 194,8 os./km².